# Little Guest
Little Guest est une collection d'hôtels adaptés aux enfants créée fin 2017 par l'entrepreneur belge Jérôme Stéfanski.
Elle comprend 350 hôtels à travers le monde et se spécialise dans les vacances adaptées aux familles et aux enfants.

## Histoire
Little Guest a été fondée en 2017 par Jérôme Stéfanski,,.
En 2018, l'entreprise réalise son premier tour de table d'amorçage et obtient 500 000 euros, la collection comprend alors 10 hôtels. L'année suivante, elle comprenait 163 hôtels et réalisait un chiffre d'affaires de 2,4 millions d'euros. Début 2020, Little Guest réalise la deuxième levée de fonds et obtient 1,2 million d'euros.
En 2022, la collection d'hôtels de Little Guest compte 325 hôtels et réalise un chiffre d'affaires de 10 millions d'euros. Le siège de l'entreprise est situé à Wemmel, dans la province du Brabant flamand. Son siège opérationnel est situé à Bruxelles.

## Activités
Little Guest comprend une collection d'hôtels et propose des services de réservation, d'assistance à l'organisation des séjours et de conciergerie,,.
Avant d'obtenir le label et d'intégrer la collection Little Guest, les hôtels de charme, les resorts  et les palaces sont contrôlés pour vérifier qu'ils respectent les normes relatives au séjour des enfants de tous âges, des adolescents aux tout-petits. Cela inclut la présence d'un programme spécifique destiné aux enfants (baby, kids et clubs ados, ateliers créatifs, activités sportives, etc.), sièges auto pour les transferts aéroport, cadeau de bienvenue, poussettes, biberons et chauffe-biberons, produits d'accueil conçus pour les enfants, babyphone, activités d'éveil et de développement personnel au kids-club, service de baby-sitting, menus adaptés (végan, sans gluten, sans allergènes),,.
Little Guest négocie avec ses hôtels membres les meilleurs prix disponibles et des avantages pour les familles : séances de baby-sitting gratuites, crédit de blanchisserie, surclassement de chambre, chambres connectées, etc.
Little Guest a signé des partenariats avec des marques telles que Samsonite, Naïf et Bonpoint, afin de récompenser les familles qui voyagent dans les hôtels de la collection,,.
Jérôme Stéfanski est le fondateur et le directeur général de Little Guest. Didier Laduron est cofondateur et directeur financier.

## Galerie

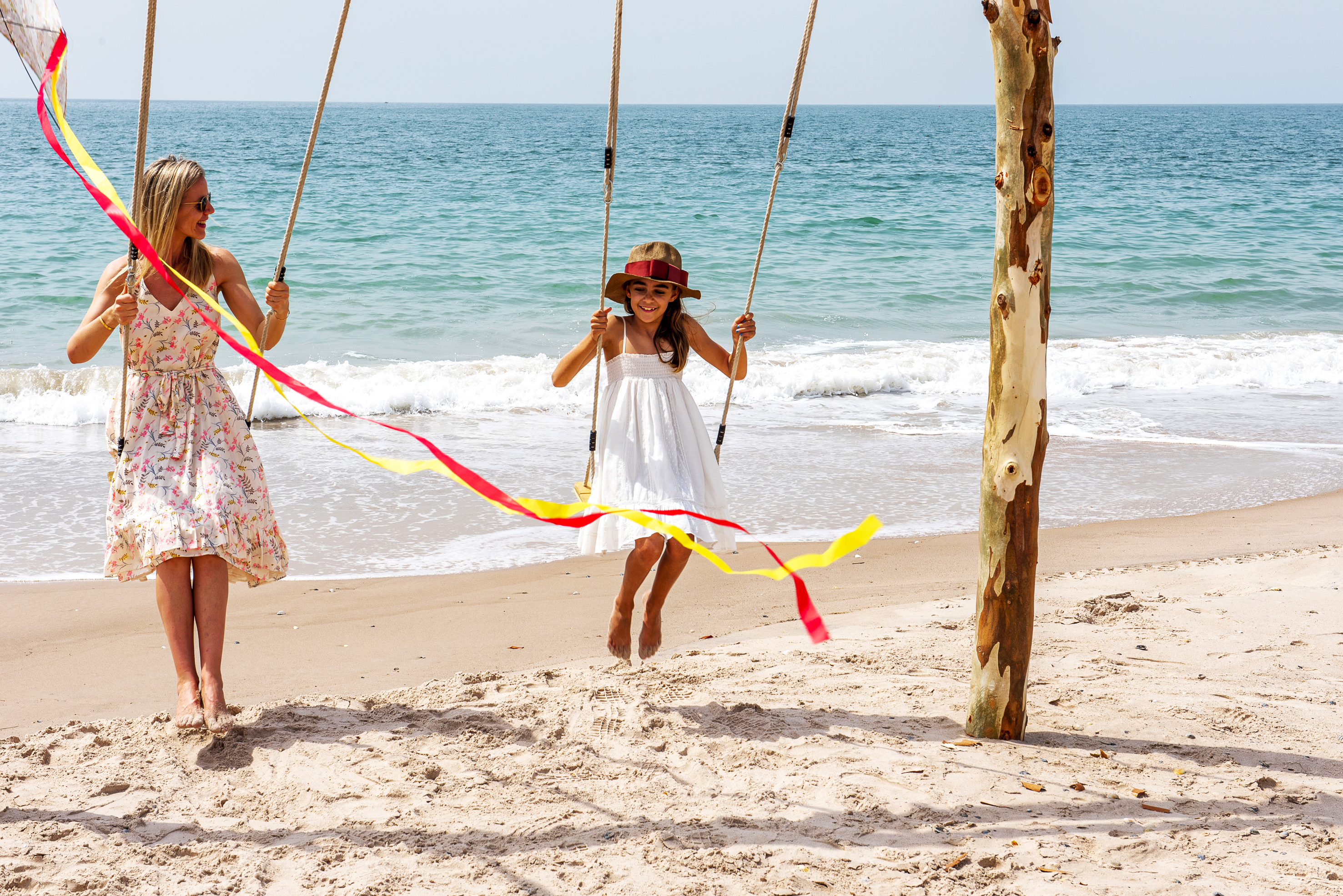
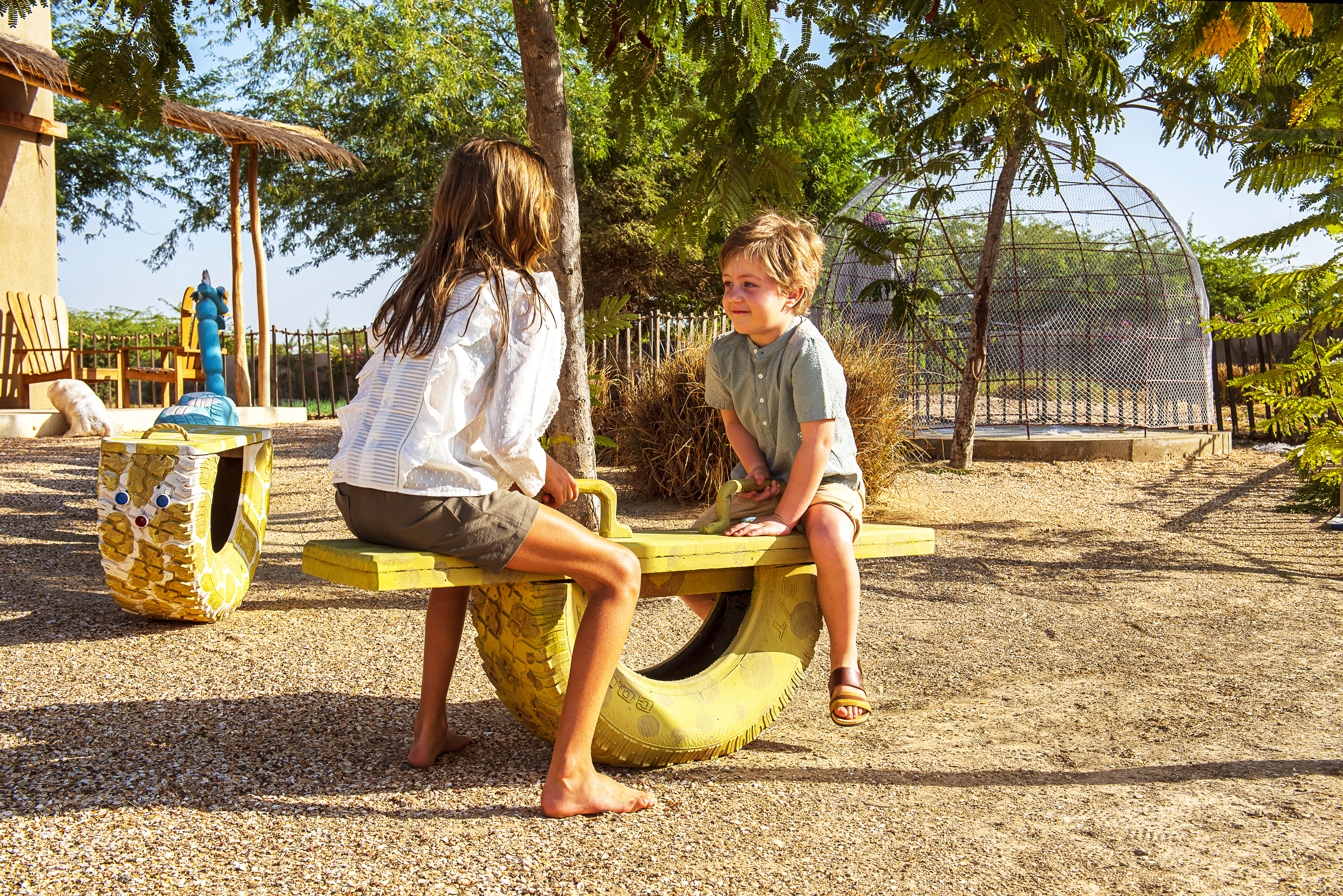
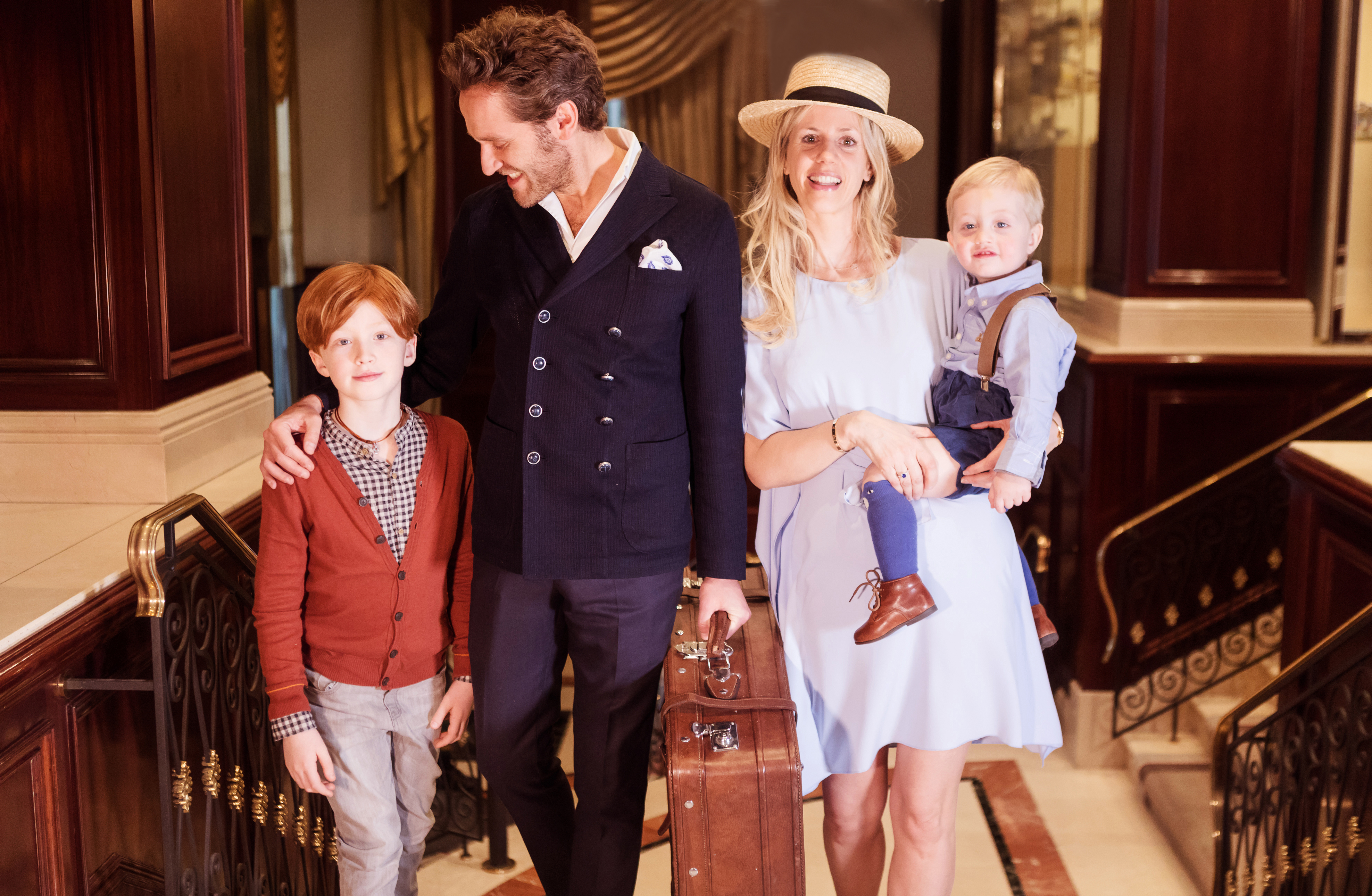